# Господь, ты там? Это я, Иисус
«Господь, ты там? Это я, Иисус» (англ. Are You There, God? It's Me, Jesus) — эпизод 316 (№ 47) сериала «Южный Парк», премьера которого состоялась 29 декабря 1999 года.

## Сюжет
Близится конец 1999 года. У Картмана началось кровотечение из ануса, которое он ошибочно принимает за «критические дни», свидетельствующие о наступлении половой зрелости. Он насмехается над Стэном, Кенни и Кайлом из-за того, что те ещё не достигли половой зрелости, не зная, что кровотечение вызвано кишечной инфекцией, которая распространяется по Саут-Парку и требует лечения антибиотиками. Вскоре Кенни тоже подхватывает инфекцию, и Кайл, чтобы не стать последним, кто не достиг половой зрелости, врёт, что у него тоже начались «критические дни». Ребята оставляют Стэна в одиночестве, заявив, что он слишком мал, чтобы с ними играть.
Тем временем люди со всего мира собираются возле дома Иисуса, взбудораженные приходом нового тысячелетия и уверенные, что ради такого события Бог должен появиться перед людьми. Иисус говорит с Богом наедине, но тот (невидимый во время разговора) считает, что люди ещё не готовы к его появлению. Иисус, желая порадовать людей, организует предновогодний концерт Рода Стюарта в Лас-Вегасе; все собираются туда пойти, потому что, по слухам, там появится Бог.
Стэн безуспешно просит Бога о наступлении половой зрелости, после чего решает обратиться к доктору Мефесто. Тот даёт ему гормональные таблетки, после употребления которых у Стэна начинает расти щетина, грубеет голос, вырастают груди, но «критические дни» так и не начинаются.
На концерте в Лас-Вегасе люди приходят в ярость при виде Рода Стюарта, который оказывается дряхлым, ходящим под себя стариком в инвалидном кресле, и собираются распять Иисуса повторно. Стэн спрашивает у Иисуса, почему Бог не дал ему того, что он просил, и тот объясняет, что если Бог будет давать всем всё, что они просят, то жизнь потеряет смысл. Тут Иисус понимает, в чём заключалось послание Бога: он должен найти собственный способ убедить людей следовать за ним. Как только он понимает это, появляется Бог.
После того как люди приходят в себя от внешнего облика Бога, он разрешает задать ему один любой вопрос. Люди начинают обсуждать, что спросить — например, узнать правду о смысле жизни или существования — но всех опережает Стэн, спрашивающий, почему у него нет «критических дней». Бог объясняет, что их не бывает у мальчиков, но половой зрелости он достигнет и без этого, когда наступит время, и рассказывает правду: что у Картмана и Кенни кишечная инфекция, а Кайл солгал, чтобы быть с ними наравне. Затем Бог возвращается на Небеса, пообещав ответить ещё на один вопрос в 4000 году. Стэн удовлетворён ответом Бога и радостно начинает петь «Auld Lang Syne»; толпа, рассерженная тем, что он израсходовал их шанс задать Богу очень важный вопрос, поворачивается к нему, и в этот момент начинаются титры, на фоне которых слышится крик «Бей его!» и затем раздаются звуки драки.

## Смерть Кенни
Решив что кровотечение из ануса свидетельствует о «критических днях», Кенни начинает пользоваться тампонами. Из-за постоянного ношения тампона в заднем проходе в течение нескольких дней он взрывается изнутри. Доктор Доктор выражает опасение, что «он мог следовать какой-нибудь новой моде. Возможно, все дети засовывают тампоны себе в задницу, потому что увидели, как Backstreet Boys делают это по ТВ или что-нибудь вроде этого».

## Пародии
- Возле дома Иисуса репортёр говорит, что, если Иисус выйдет из своего дома и не испугается своей тени, то следующее тысячелетие пройдет в мире и любви. Это отсылка к традиционному народному празднику в США — Дню сурка, когда по схожей реакции сурка предсказывают будущую погоду.
- Заголовок эпизода пародирует книгу Джуди Блум «Ты здесь, Бог? Это я, Маргарет».
- Мелодия, которая играет, пока Иисус и Стэн обсуждают природу молитвы — мотив песни «Onward, Christian Soldiers».
- В домике Картмана мальчики читают книгу «Женщины, бегущие с волками». Также эта книга мельком появляется в фильме «БЕЙСкетбол», в котором снялись Трей Паркер и Мэтт Стоун.
- Футболки и плакаты «Y2K» возле дома Иисуса и на праздновании отсылаются к проблеме 2000 года.

## Факты
- Это первый эпизод, в котором женских персонажей Саут-Парка озвучила Элиза Шнайдер.
- Номер дома Иисуса (80122) — это почтовый индекс города Литтлтон, Колорадо, где вырос Мэтт Стоун.
- В сцене, где Иисус пишет письмо Богу, на заднем плане можно заметить фотографию Санты с Иисусом из эпизода «Классические рождественские песни от мистера Хэнки».
- Номер эпизода (3:16) является отсылкой к популярному библейскому отрывку Евангелия от Иоанна 3 глава, 16 стих: «Ибо так возлюбил Бог мир, что отдал Сына Своего Единородного, дабы всякий, верующий в Него, не погиб, но имел жизнь вечную».